# کریستف لوران
کریستف لوران (فرانسوی: Christophe Laurent‎؛ زادهٔ ۲۶ ژوئیهٔ ۱۹۷۷) دوچرخه‌سوار اهل فرانسه است.